# Roquebillière
Roquebillière är en kommun i departementet Alpes-Maritimes i regionen Provence-Alpes-Côte d'Azur i sydöstra Frankrike. Kommunen ligger  i kantonen Roquebillière som ligger i arrondissementet Nice. År 2022 hade Roquebillière 1 816 invånare.

## Befolkningsutveckling
Antalet invånare i kommunen Roquebillière
Referens: INSEE

## Galleri

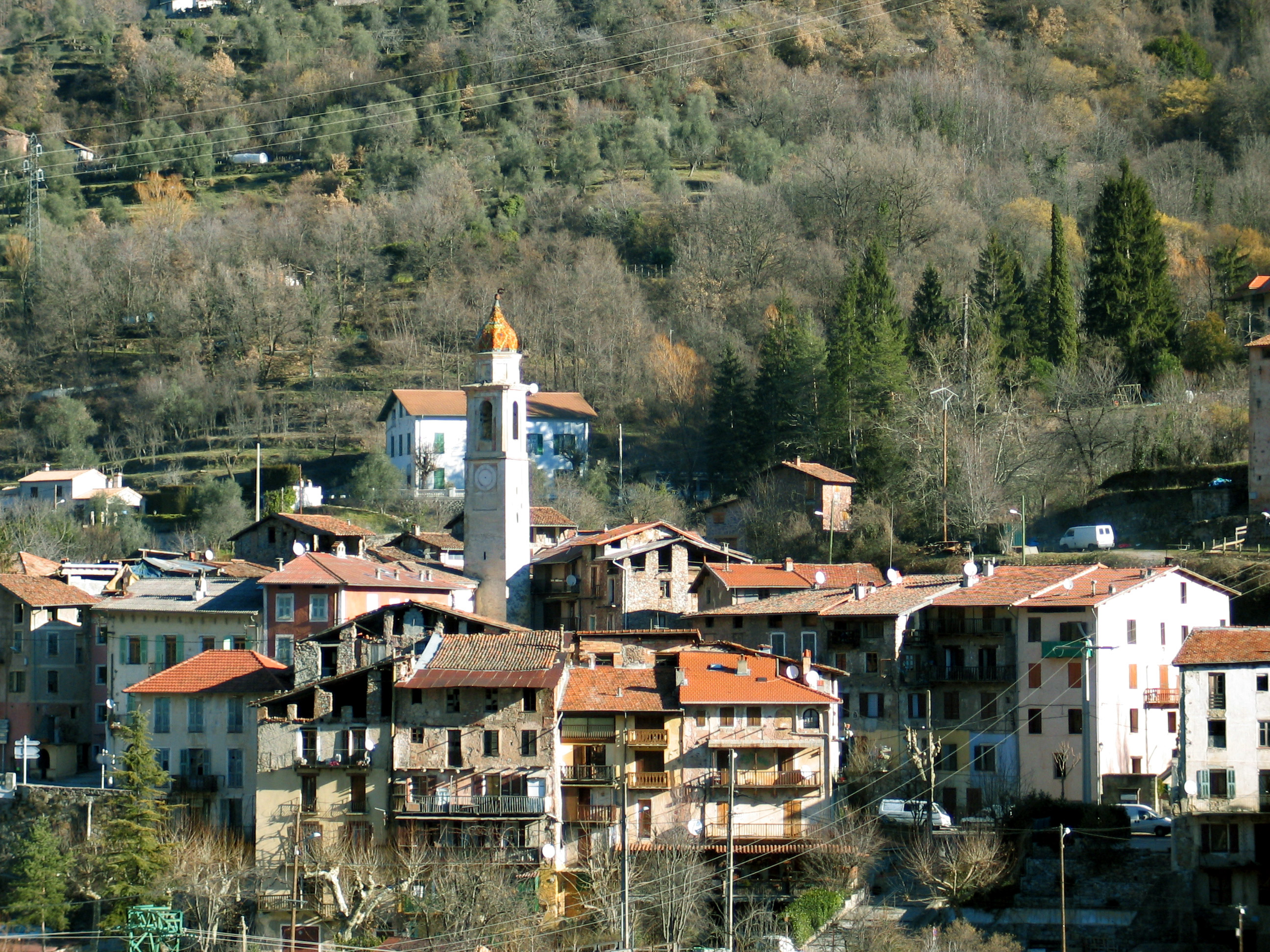